# Orbinia angrapequensis
Orbinia angrapequensis är en ringmaskart som först beskrevs av Augener 1918.  Orbinia angrapequensis ingår i släktet Orbinia och familjen Orbiniidae. Inga underarter finns listade i Catalogue of Life.